# Winden am See
Winden am See là một thị trấn ở huyện Neusiedl am See bang Burgenland nước Áo. Đô thị này có diện tích 13,6 km², dân số thời điểm ngày 31 tháng 12 năm 2005 là 1155 người.